# Namanyere
Namanyere  este un oraș  în  partea de vest a Tanzaniei, în Regiunea Rukwa. La recensământul din 2002 înregistra 15.638 locuitori.